# Géologie du Maroc

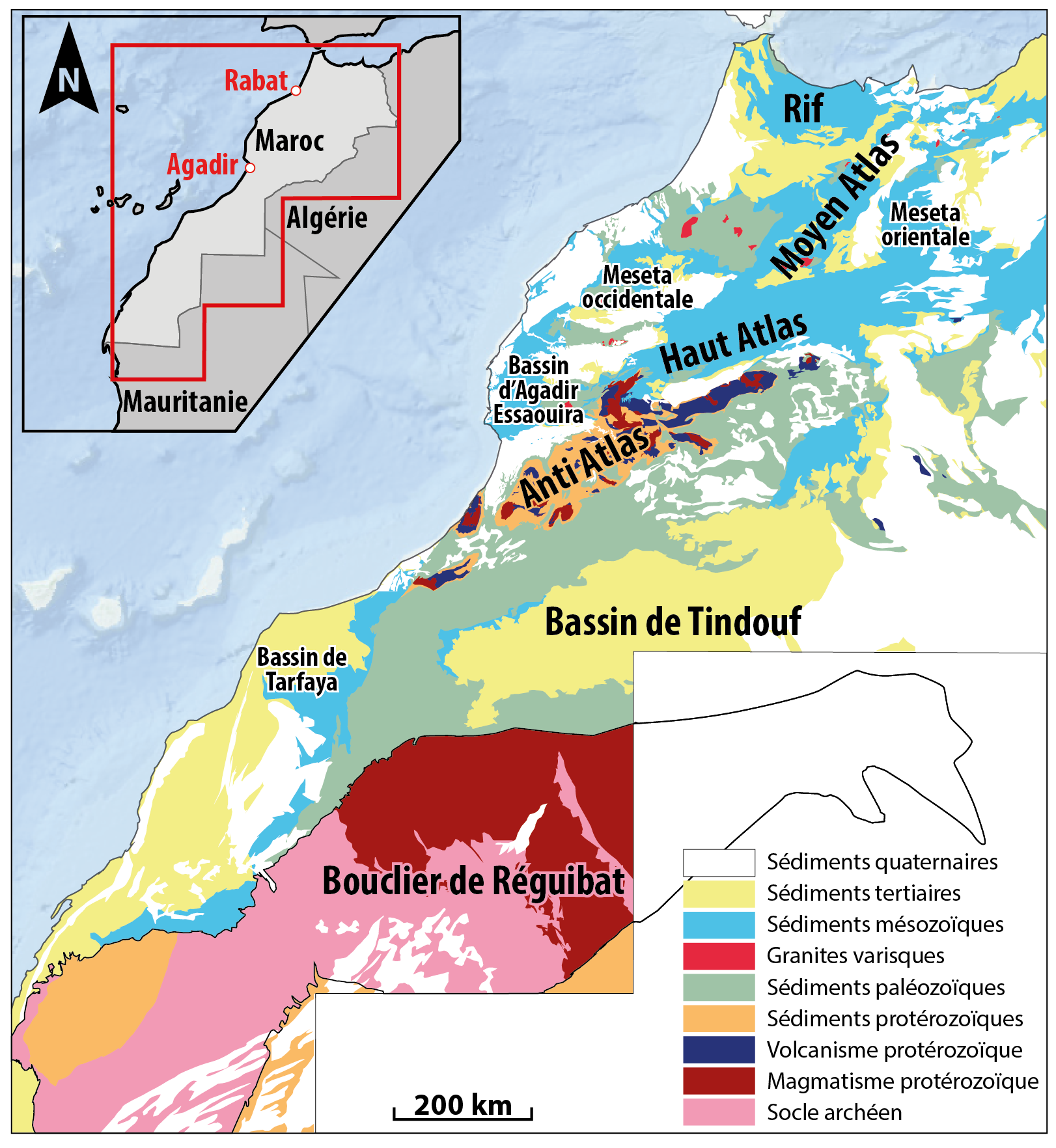
Carte géologique du Maroc et principaux domaines structuraux

Le Maroc est un pays d'Afrique du Nord situé à la fois sur la marge continentale Centre-Atlantique et sur la zone la plus occidentale du bassin Méditerranéen (marge téthysienne). La géomorphologie actuelle du Maroc est principalement liée à la convergence entre les plaques africaine et eurasiatique engendrant l'inversion du rift du Haut et du Moyen Atlas ainsi que la formation des montagnes de l'Anti-Atlas et du Rif.

## Géomorphologie actuelle
Le Maroc est un pays d'environ 2 000 km de long localisé au nord-ouest de l'Afrique. Durant le Crétacé supérieur et le Cénozoïque, les structures préexistantes sont remobilisées par la convergence associée à l'orogenèse alpine. La tectonique compressive provoque la surrection de chaînes de montagnes globalement orientées OSO-ENE: l'Anti-Atlas, le Haut Atlas, la Meseta, le Moyen Atlas et le Rif.

### Domaines structuraux

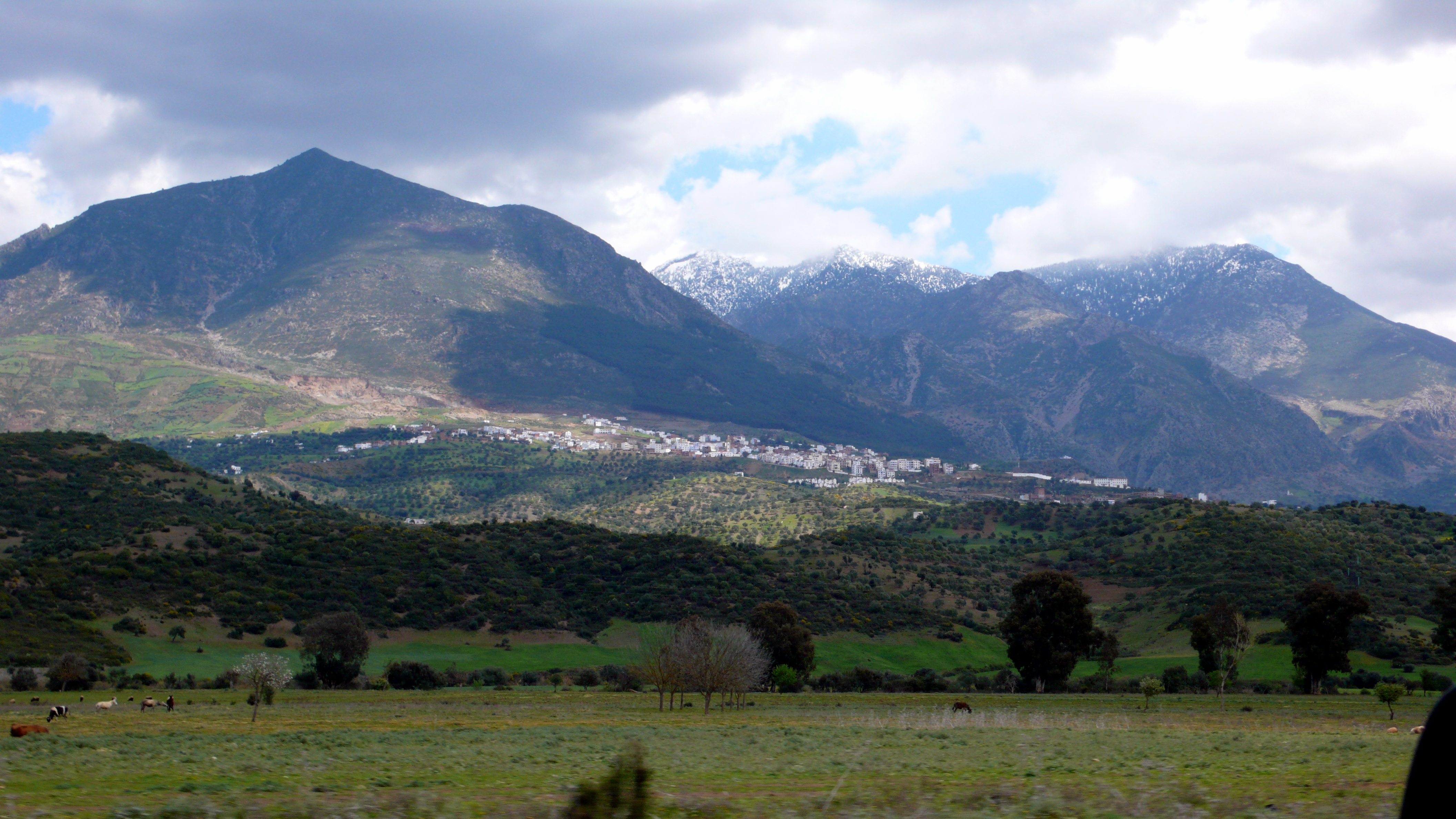
Montagnes du Rif au nord du Maroc, résultat de la convergence alpine.

Du nord au sud, les principaux domaines géologiques composant le Maroc sont :
- au nord du pays: le Rif, composé de terrains Méso-Cénozoïques plissés durant la convergence alpine.
- au sud du Rif: le Moyen Atlas qui forme avec le Haut Atlas l'un des deux rifts Mésozoïques avortés et inversés durant l'orogenèse alpine. Le Moyen Atlas sépare en deux la Meseta marocaine composée principalement de terrains Paléozoïques intrudés par des granites durant l'orogenèse varisque.
- le Moyen Atlas rejoint, au sud-est de Marrakech, le Haut Atlas dont l'histoire et la géologie sont similaires à l'exception du fait que sont exposées à l'ouest du Haut Atlas des roches Paléozoïque et Précambrienne (région nommée « Massif Ancien de Marrakech » ou « MAM »). À l'ouest du MAM, le bassin d'Agadir-Essaouira, le bassin du Souss et le bassin de Doukkala, actifs depuis le rifting Triassique sont composés de sédiments Méso-Cénozoïques.
- Au sud du Haut Atlas, l'Anti-Atlas forme un large anticlinal essentiellement Paléozoïque au cœur duquel sont exposées des roches précambriennes dans des « boutonnières »[2].
- Le Bassin du Tindouf occupe au sud de l'Anti-Atlas une zone de près de 500 km de large et 1 000 km de long.
- Enfin, les terrains les plus anciens du Maroc sont exposés au niveau du Bouclier du Reguibat situé au sud du bassin du Tindouf. Le domaine fait partie du Craton Ouest-Africain et est principalement constitué de roches Archéennes et Protérozoïque[3].